# James Levine
James Lawrence Levine (Cincinnati, Ohio, 23 juni 1943 – Palm Springs, Californië, 9 maart 2021)  was een Amerikaans dirigent. Hij werd vooral bekend als directeur muziek van de Metropolitan Opera (Met) in New York, een functie die hij bekleedde van 1976 tot 2016. Vanaf 1972 was hij er chef-dirigent. Hij bekleedde tevens de functie van directeur muziek van 2004 tot 2011 bij het Boston Symphony Orchestra.

## Biografie

### Beginjaren
Levine groeide op in een muzikaal gezin: zijn grootvader van moederskant was cantor in een synagoge, zijn vader, die een dansorkest leidde, was violist en zijn moeder was actrice. Hij begon al vroeg piano te spelen. Op zijn tiende jaar debuteerde hij met het Cincinnati Symphony Orchestra met Felix Mendelssohns Pianoconcert nr. 2.
Levine studeerde daarna bij Walter Levin, eerste violist van het La Salle Quartet. Vanaf 1956 nam hij pianoles bij Rudolf Serkin aan de Marlboro Music School in Vermont. Ook studeerde hij bij Rosina Lhévinne aan de Aspen Music School. Nadat hij zijn studie aan de Walnut Hills High School had voltooid ging hij in 1961 naar de Juilliard School of Music in New York waar hij dirigeerles kreeg van Jean Morel. Nadat hij daar in 1964 afstudeerde, nam hij deel aan het American Conductors project, verbonden aan het Baltimore Symphony Orchestra.
Van 1964 tot 1965 was Levine leerling van George Szell bij het Cleveland Orchestra, waar hij vervolgens als assistent-dirigent werkte tot 1970. In dat jaar debuteerde hij als gastdirigent bij het Philadelphia Orchestra, en ook bij de Welsh National Opera en de San Francisco Opera. Levine was langdurig verbonden aan het Chicago Symphony Orchestra en van 1973 tot 1993 was hij artistiek leider van het Ravinia Festival. In 1990 arrangeerde hij op verzoek van Roy E. Disney de muziek van de film Fantasia 2000 (uitgebracht door Walt Disney Pictures) en nam hij samen met het Chicago Symphony Orchestra de soundtrack op. Ook was hij van 1974 tot 1978 ook artistiek leider van het Cincinnati May Festival.

### Metropolitan Opera
Het debuut van Levine bij de Metropolitan Opera vond plaats in juni 1971 tijdens een festivaluitvoering van Tosca. Het succes dat hij daarmee kreeg leidde tot verdere optredens en uiteindelijk tot zijn benoeming als chef-dirigent in 1973. In 1976 werd hij tevens music director. In 1983 was hij samen met de Met verantwoordelijk voor de muzikale aspecten van de verfilming van La traviata door Franco Zeffirelli. In 1986 werd hij de eerste artistieke leider van de Met, een titel die hij in 2004 weer opgaf.
Onder zijn leiderschap zijn het koor en orkest van de Metropolitan Opera beide uitgegroeid tot een van de meest vooraanstaande orkesten en koren ter wereld. Toen hij als general manager van de Met werd benoemd, benadrukte Peter Gelb dat zelfs na 35 jaar, wat een uitzonderlijk lange periode genoemd mag worden in de wereld van de belangrijke operahuizen en concertzalen, James Levine zo lang mocht blijven als hij zou willen [dirigeren]. 
Levine heeft een ontelbaar aantal nieuwe producties van werken van Wolfgang Amadeus Mozart, Giuseppe Verdi, Richard Wagner, Richard Strauss, Gioachino Rossini, Arnold Schoenberg, Igor Stravinsky, Kurt Weill, Claude Debussy, Alban Berg en George Gershwin verzorgd. Voor het 25-jarig jubileum van zijn indiensttreding bij de Met dirigeerde Levine de wereldpremière van John Harbisons The Great Gatsby, een stuk dat ter gelegenheid van het jubileum is gecomponeerd.
In 2016 nam hij afscheid als directeur muziek, naar eigen zeggen om gezondheidsredenen, maar bleef actief als gastdirigent.

### Boston Symphony Orchestra
In oktober 2004 werd Levine chef-dirigent van het Boston Symphony Orchestra, als opvolger van Seiji Ozawa, en werd daarmee de eerste dirigent van het BSO die in Amerika geboren is. Hij verdeelde zijn tijd tussen New York en Boston. Om die reden werd weleens de vergelijking getrokken met Herbert von Karajan, die iets dergelijks deed in de jaren vijftig, toen hij chef-dirigent was van de Berliner Philharmoniker en dirigent bij de Wiener Staatsoper.
Op 1 maart 2006 viel hij van het podium na een optreden met het Boston Symphony Orchestra en beschadigde zijn rechterschouder, waarvoor hij geopereerd moest worden. Hij keerde weer terug op het podium op 7 juli 2006 en dirigeerde het Boston Symphony Orchestra als vanouds op Tanglewood. Op 1 september 2011 beëindigde hij er zijn chef-dirigentschap. 

### Europa
Levines contract met Boston Symphony beperkte zijn gastoptredens bij Amerikaanse orkesten. Levine dirigeerde wel regelmatig in Europa, bij de Wiener Philharmoniker, de Berliner Philharmoniker en op de Bayreuther Festspiele. Ook was hij regelmatig te gast bij het Philharmonia Orchestra in Londen en bij de Staatskapelle Dresden. Vanaf 1975 trad hij op op de Salzburger Festspiele en het jaarlijkse festival in juli in Verbier (Zwitserland). Van 1999 tot 2004 was Levine de opvolger van Sergiu Celibidache als chef-dirigent van de Münchner Philharmoniker, waar hij zich met name belastte met het verbeteren van de speeldiscipline.
Levine was verbonden aan het UBS Verbier Festival Orkest in Zwitserland, en heeft het orkest gedirigeerd en ondersteund sinds de oprichting in 2000. Levine zei daarover zelf in een interview:
"Op mijn leeftijd ben je nu eenmaal vanzelf geneigd tot lesgeven. Je wilt aan de volgende generatie overdragen wat je zelf hebt geleerd, zodat ze niet zo veel tijd hoeven te besteden om het wiel opnieuw uit te vinden. Ik had het geluk dat ik de juiste mentoren en leraren op het juiste moment tegenkwam."

### Beschuldigingen seksueel misbruik
Op 3 december 2017 schorste de Metropolitan Opera hem als dirigent en annuleerde het alle voorstellingen met Levine na meerdere beschuldigingen van seksueel misbruik aan zijn adres, onder meer als dirigent van het St. Paul Kamerorkest. Volgens de aantijgingen zou hij met mannelijke muzikanten, tegen hun wil, seksuele handelingen hebben verricht. Een dag eerder had de Met al bekendgemaakt een onderzoek te starten naar een officiële aanklacht van seksueel misbruik van een minderjarige door Levine, dat in de jaren tachtig zou hebben plaatsgevonden. Naar eigen zeggen was de Met al sinds oktober 2016 op de hoogte van deze laatste beschuldiging, maar wachtte het met maatregelen nemen totdat de politie zijn onderzoeksrapport zou hebben afgerond. Van de politie werd echter niets meer vernomen, zo liet het operahuis weten. Toen de aantijging in december 2017 in de openbaarheid kwam, ondernam de Met alsnog actie. De volgende dag meldden zich nog eens enkele mannen die beweerden als tiener door Levine seksueel te zijn lastiggevallen. Deze verwijten gingen terug tot 1968. De Met besloot daarop dezelfde dag nog tot schorsing over te gaan.
In maart 2018 werd hij door de Met ontslagen wegens intimidatie en seksueel misbruik. Levine eiste vervolgens van de Met 5,8 miljoen US-dollar schadevergoeding en 'herstel van de goede naam, reputatie en carrière'. Tegelijkertijd betichtte hij zijn voormalige werkgever van contractbreuk en laster.

### Overlijden
Levine leed aan de ziekte van Parkinson en had problemen met de ruggengraat na een val in 2006, waardoor hij gebruik moest maken van een rolstoel. Levine overleed begin maart 2021 op 77-jarige leeftijd in Palm Springs, Californië.
- Bibsys: 99039384
- Biblioteca Nacional de España: XX999247
- Bibliothèque nationale de France: cb138966018 (data)
- Catàleg d'autoritats de noms i títols de Catalunya: 981058601966406706
- CiNii: DA04029252
- Gemeinsame Normdatei: 118840525
- International Standard Name Identifier: 0000 0001 2277 1453
- Library of Congress Control Number: n81047575
- Nationale Bibliotheek van Letland: 000091995
- MusicBrainz: 37a2d213-9c2b-4216-a02c-10b1e150c130
- Nationale Bibliotheek van Tsjechië: xx0032632
- Nationale bibliotheek van Australië: 35712524
- Nationale Bibliotheek van Israël: 987007264555205171
- Nationale Bibliotheek van Polen: a0000002275110
- Nationale en Universitaire bibliotheek Zagreb: 000298628
- Nederlandse Thesaurus van Auteursnamen: 070656371
- Réseau des bibliothèques de Suisse occidentale: 02-A003517080
- Istituto Centrale per il Catalogo Unico: RAVV090543
- LIBRIS: 284076
- SNAC: w6kp8147
- Système universitaire de documentation: 078077133
- Trove: 1053417
- Virtual International Authority File: 19660880
- WorldCat: E39PBJxd3VwbQbydRvrWp46dwC